# Muntmeester
Een muntmeester is  de hoogste baas van een munthuis. Hij is verantwoordelijk voor het naleven van de voorschriften van de muntheer. 

## Nederland
Samen met het muntteken wordt op de munten van de Koninklijke Nederlandse Munt KNM, voorheen 's Rijks Munt, het muntmeesterteken geslagen. Daarnaast bracht de KNM aan het begin van de jaren 2000-2009 in een kleine oplage enkele door de muntmeester zelf uitgebrachte muntmeestersets uit, die via internet en de Dag van de Munt aan verzamelaars werden verkocht. Bert van Ravenswaaij is sinds 1 januari 2022 muntmeester van de Koninklijke Nederlandse Munt.